# Utjenik
Utjenik (russisk: Учени́к) er en russisk spillefilm fra 2016 af Kirill Serebrennikov.

## Medvirkende
- Pjotr Skvortsov som Veniamin Juzjin
- Julija Aug som Inga Juzjina
- Viktorija Isakova som Jelena Krasnova
- Aleksandr Gortjilin som Grigorij Zajtsev
- Aleksandra Revenko som Lidija Tkatjeva